# Parafia Narodzenia Najświętszej Maryi Panny w Wietlinie
Parafia Narodzenia Najświętszej Maryi Panny w Wietlinie − parafia rzymskokatolicka znajdująca się w archidiecezji przemyskiej, w dekanacie Radymno II.

## Historia
W 1908 roku w Wietlinie staraniem ks. Ludwika Bikowskiego zbudowano kaplicę pw. Objawienia Najświętszej Maryi Panny z Lourdes. W 1938 roku do kaplicy dobudowano nawę kościelną, ale podczas II wojny światowej kaplica została zniszczona.
10 października 1947 roku dekretem bpa Franciszka Bardy, została erygowana ekspozytura pw. św. Mikołaja, z wydzielonego terytorium parafii Laszki. Na kościół parafialny zaadaptowano dawną cerkiew. W skład ekspozytury weszły miejscowości: Wietlin, Wysocko, Surochów, Makowisko, Państwowy Ośrodek Rolniczy w Wietlinie II oraz Młodzieżowy Rolniczy Zespół Spółdzielczy tzw. Wietlin I. Od 1948 roku wikariat eksponowany w Wietlinie obejmował wsie: Wietlin, Wysocko i Wietlin I (Młodzieżowy Rolniczy Zespół Spółdzielczy, Stację Nasienno-Szkółkarską oraz Dom Pomocy Społecznej w Wysocku). 
W 1954 roku za patrona obrano św. Andrzeja Bobolę. 29 kwietnia 1970 roku zmieniono wezwanie parafii na Narodzenia Najświętszej Maryi Panny. W 1975 roku wykonano polichromię, według projektu Macieja Kauczyńskiego. 
Od 1993 roku kościół jest udostępniany dla wiernych greckokatolickich.
Na terenie parafii jest 1 251 wiernych (w tym: Wietlin – 657, Wietlin I – 139, Wysocko – 455).
Proboszczami parafii byli: ks. Karol Jendyk (ekspozyt, 1947–1953), ks. Mieczysław Porębski (ekspozyt, od 1953) , ks. Władysław Janowski (ekspozyt w 1960), ks. Józef Wołczański (ekspozyt, od 1960), ks. Edward Delekta (od 1968), ks. Józef Kiełbowicz (od 1978)

## Kościół filialny
W latach 1675–1685 Maria Kazimiera d’Arquien zbudowała drewniany dwór, w którym gościł król Jan III Sobieski. W latach 1719–1734 zbudowano murowany pałac z fundacji Elżbiety i Zofii Sieniawskich.
W latach 1885–1889 w Wysocku miejscowi grekokatolicy zbudowali murowaną cerkiew, z fundacji Stefana i Zofii Zamojskich. W 1907 roku powstała kaplica filialna. Po wysiedleniu grekokatolików, w 1948 roku cerkiew zaadaptowano na kościół filialny. W latach 1990–1992 kościół wyremontowano.